# Grandiphyllum hians
Grandiphyllum hians är en orkidéart som först beskrevs av John Lindley, och fick sitt nu gällande namn av Docha Neto. Grandiphyllum hians ingår i släktet Grandiphyllum och familjen orkidéer. Inga underarter finns listade i Catalogue of Life.